# Ritratto di Carlo VII
Il Ritratto di Carlo VII è un dipinto su tavola di Jean Fouquet, databile al 1444-1450 circa e conservato nel Museo del Louvre di Parigi. Sulla cornice si legge:  LE TRES VICTORIEUX ROY DE FRANCE / CHARLES SEPTIESME TE CE NOM.

## Storia
Fouquet fu il migliore artista di corte di Carlo VII prima e del suo successore Luigi XI poi. Per il primo sovrano e per i suoi dignitari dipinse vari ritratti, sia prima che dopo il suo viaggio in Italia del 1445-1447. L'opera in questione è datata entro il 1450 e venne dipinta per la Sainte-Chapelle di Bourges (distrutta nel 1757), stabilendo un nuovo prototipo per i ritratti di monarchi, che venne ripreso poi da François Clouet e Hans Holbein. Nel 1717 il dipinto venne segnalato dai religiosi benedettini che lo possedevano e durante la rivoluzione fu alienato, perdendone le tracce, anche per la presenza di numerosi ritratti del sovrano sul mercato.

## Descrizione e stile
Privo di tracce di cerniere sulle bande laterali della cornice, il ritratto dovette essere quasi certamente un'opera autonoma, non la valva di un dittico. Singolari nel panorama della ritrattistica dell'epoca sono sia le dimensioni, sia il formato quasi quadrato. 
Il sovrano è raffigurato a mezzobusto, di fronte ma con lo sguardo rivolto altrove, in segno di distacco aristocratico: una distanza sia fisica che sociale. La sua figura occupa una finestra con una cornice in trompe-l'œil e con una doppia cortina discosta, che ricorda una sorta di "epifania" dell'immagine del sovrano, analoga a quello che avveniva con le immagini sacre sugli altari delle chiese durante le feste solenni. Il busto è infatti inserito con precisione nello spazio disponibile, con una posizione del busto, appoggiato a un cuscino orizzontale, che dà un'impressione di frontalità. L'iscrizione dorata  sulla cornice (derivata dalla pittura fiamminga di Jan van Eyck) è talvolta ritenuta successiva all'esecuzione del dipinto.
L'abbigliamento del re è sontuoso, con un ampio vestito di velluto rosso dalle spalle rinforzate (secondo la moda aristocratica del tempo), bordato di pelliccia, forse visone, e con un cappello ricamato d'oro. Il ritratto è individuato con precisione nella fisionomia, come dimostrano alcuni caratteri individuali come il naso lungo, le borse sotto gli occhi, i solchi sulla bocca, le labbra tumide, il mento sporgente.